# فانديرس (مارن)
فانديرس، مارن (بالفرنسية: Vandières, Marne)‏ هي بلدية تقع في فرنسا في Canton of Châtillon-sur-Marne.[بحاجة لمصدر] يقدر عدد سكانها بـ 321 نسمة ومساحتها 13.2 كم2 وترتفع عن سطح البحر 120 متر.